# Ембріональний розвиток

Основні етапи ембріогенезу людини

Ембріогенез, ембріональний (зародковий) розвиток — розвиток організму, що відбувається в оболонках яйцеклітини поза материнським організмом або усередині нього.
Зародковому розвитку передує період передзародкового розвитку, коли зростає, формується і дозріває яйцеклітина. Після зародкового розвитку період післязародкового (постембріонального) розвитку. В ході зародкового розвитку з однієї відносно просто організованої яйцеклітини утворюється багатоклітинний організм, що складається з різних органів і тканин і здатний до самостійного існування. У деяких тварин, наприклад голкошкірих, зародки виходять з оболонок на дуже ранніх стадіях, і основні процеси розвитку проходять у них в постембріональний період. У всіх тварин зародковий розвиток складається з запліднення (або активації яйця при партеногенезі), дроблення, бластуляції, гаструляції, органогенезу і виходу з оболонок або народження.
Залежно від біології розмноження (кількість яєць, тип запліднення, тривалість зародкового розвитку, джерела живлення зародка, міри турботи про потомство) будова яйця і характер зародкового розвитку бувають різними. Наприклад, український ентомолог І. З. Лівшиц встановив, що у кліщів ембріогенез займає 40-50 % всього періоду розвитку від яйця до дорослої особини.

## Запліднення

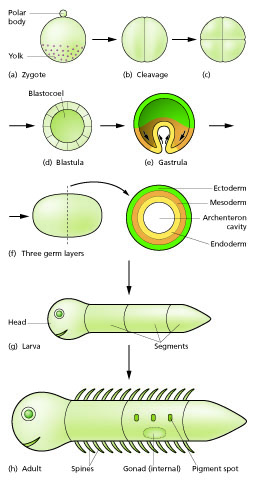
Ембріональний розвиток

Початок ембріогенезу — запліднення — відбувається в материнському організмі або у водному середовищі. Чоловіча статева клітина — рухливий сперматозоїд — досягає жіночої яйцеклітини і проникає в неї, часто через спеціальні отвори в оболонках — мікропилі. Яйцеклітина і сперматозоїд містять одинарні (гаплоїдні) набори хромосом; при заплідненні батьківські і материнські хромосоми з'єднуються в одному ядрі, відновлюючи нормальну подвійну (диплоїдну) їх кількість. Біологічний сенс запліднення полягає в обміні генетичною інформацією між тваринами однієї популяції, оскільки кожний новий організм поєднує в собі спадкові ознаки обох батьків.

## Дроблення і бластуляція
Після запліднення в період дроблення яйцеклітина послідовно багато разів ділиться спочатку на великі, потім на дедалі дрібніші клітини — бластомери; далі утворюється багатоклітинний зародок (звичайно з порожниною усередині) — бластула. В результаті дроблення створюються умови для виникнення відмінностей між частинами зародка — диференціалізація. Клітини, що утворилися з різних ділянок яйця, отримують неоднакову цитоплазму (що визначає первинне диференціювання) і стають здібними до пересувань, що забезпечує формування органів.

## Гаструляція
Під час гаструляції відбувається відособлення зародкових листків, розташованих шляхом різних переміщень так, що усередині виявляється ентодерма, зовні ектодерма, а між ними мезодерма. Гаструляція протікає у різних тварин по-різному, але в результаті неї створюється загальний план будови організму, схожий навіть у віддалених в систематичному відношенні груп тварин.

## Органогенез
У період органогенезу зародкові листки розділяються на зачатки органів і систем; великі зачатки диференціалізуються на дрібніші, і таким чином створюється дедалі складніша структура цілого організму. Органогенез досягається переважно клітинними переміщеннями й диференціалізацією самих клітин. Для виходу зародків з оболонок або народження в кінці зародкового розвитку синтезується фермент, який розчиняє оболонки, з'являються пристосування, що допомагають розбити шкаралупу тощо.